# Sadako Yamamura

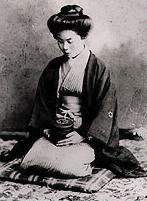
Jasnowidzka Chizuko Mifune była inspiracją dla postaci Sadako i jej matki.

Sadako Yamamura (jap. 山村 貞子) – japońska postać fikcyjna, główny antagonista książki japońskiego pisarza Kōjiego Suzuki Ring, straszny duch, który tkwi w zaklętej kasecie wideo. Dziewczynka Sadako została zamordowana i wrzucona do studni, a w następstwie jej śmierci rodzi się klątwa w postaci videokasety, zawierającej strzępki myśli Sadako i całą wściekłość (nensha). Przy pomocy tego przeklętego nagrania widmo (yūrei) Sadako nawiedza ludzi. Klątwa, przesłana przez Sadako na kasetę, sprawia śmierć każdej osoby, która tę kasetę obejrzała. Prototypem postaci Sadako Yamamury i jej matki była Chizuko Mifune. Sadako stała się także bohaterką mang i sześciu filmów, a jej amerykańskim odpowiednikiem jest Samara Morgan.